# Sebastian Penno
Sebastian Penno (* 12. Juli 1990 in Northeim) ist ein deutscher Politiker (SPD). Er ist seit 2022 Mitglied des Niedersächsischen Landtags.

## Biographie
Penno legte 2011 sein Abitur am Gymnasium Corvinianum ab. Im Anschluss studierte er von 2011 bis 2020 an der Georg-August-Universität Göttingen, die er mit einem Master in Politik und Deutsch verließ. Während seines Studiums und auch danach war er im Büro der Landtagsabgeordneten und Bundestagsabgeordneten Frauke Heiligenstadt tätig. Ein 2021 begonnenes Lehramtsreferendariat brach er noch im selben Jahr ab.
Sebastian Penno ist ledig und wohnt in Northeim.

## Politik
Im Jahr 2009 trat Penno der Partei SPD bei und bekleidete in den folgenden Jahren zahlreiche Parteiämter in der SPD und bei den Jusos. Aktuell ist er stellvertretender Vorsitzender des SPD-Unterbezirks Northeim-Einbeck, Vorsitzender des SPD-Ortsvereins Northeim und Fraktionsvorsitzender der SPD-Stadtratsfraktion Northeim.
Penno gehört dem Northeimer Stadtrat und Kreistag an.
Bei der Landtagswahl am 9. Oktober 2022 wurde er für den Wahlkreis Northeim direkt gewählt.